# Maher Bualeg
Maher Bualeg –en árabe, ماهر بوعلاق– es un deportista tunecino que compitió en atletismo adaptado. Ganó siete medallas en los Juegos Paralímpicos de Verano en los años 2000 y 2004.

## Palmarés internacional
| Juegos Paralímpicos | Juegos Paralímpicos | Juegos Paralímpicos | Juegos Paralímpicos |
| Año                 | Lugar               | Medalla             | Prueba              |
| ------------------- | ------------------- | ------------------- | ------------------- |
| 2000                | Sídney (Australia)  | Medalla de oro      | 800 m T13           |
| 2000                | Sídney (Australia)  | Medalla de oro      | 1500 m T13          |
| 2000                | Sídney (Australia)  | Medalla de oro      | 5000 m T13          |
| 2004                | Atenas (Grecia)     | Medalla de oro      | 1500 m T13          |
| 2004                | Atenas (Grecia)     | Medalla de oro      | 5000 m T12          |
| 2004                | Atenas (Grecia)     | Medalla de oro      | 10 000 m T13        |
| 2004                | Atenas (Grecia)     | Medalla de plata    | 800 m T12           |